# Alexandre Yersin
Alexandre Émile John Yersin (22 tháng 9 năm 1863 – 1 tháng 3 năm 1943) là một bác sĩ, nhà vi khuẩn học và nhà thám hiểm người Pháp gốc Thuỵ Sĩ. Ông nổi tiếng vì là người đầu tiên phát hiện ra trực khuẩn gây ra bệnh dịch hạch, sau này được đặt tên để vinh danh ông (Yersinia pestis). Một nhà vi khuẩn học khác, Kitasato Shibasaburo, được ghi nhận là đã xác định độc lập vi khuẩn này từ vài ngày trước đó, nhưng có thể đã xác định được một loại vi khuẩn khác và không phải là mầm bệnh gây ra bệnh dịch hạch. Yersin cũng lần đầu tiên chứng minh rằng loại trực khuẩn có trong bộ gặm nhấm cũng xuất hiện trong bệnh dịch ở người, do đó nhấn mạnh được các phương thức lây truyền khả thi. Ông cũng là một nhà thám hiểm, người đã khám phá Cao nguyên Lâm Viên và vạch ra một con đường bộ từ Trung Kỳ sang Cao Miên, cũng là người thành lập và là hiệu trưởng đầu tiên của Trường Y khoa Hà Nội (tiền thân của Đại học Y Hà Nội). Ông được người dân xóm Cồn gọi bằng cái tên thân thuộc: "Thầy Tư".

## Thiếu thời
Yersin sinh năm 1863 tại Aubonne, Tổng Vaud, Thụy Sĩ, là con út trong gia đình có ba người con. Họ là thành viên Giáo hội Tin Lành Cải cách Tổng Vaud. Mẹ ông là hậu duệ của những người Huguenot ở Cévennes phải đào thoát khỏi nước Pháp để tránh bị bức hại tôn giáo sau khi Louis XIV ra Chỉ dụ Fontainbleau năm 1685 thu hồi Chỉ dụ Nantes do Henri IV ban hành năm 1598. Lúc ấy Tổng Vaud còn thuộc lãnh thổ Savoie, sau giành được độc lập ngày 24 tháng 1 năm 1798 và gia nhập Thụy Sĩ ngày 14 tháng 4 năm 1803.
Cha ông, Alexandre (1825-1863), là giáo viên môn khoa học tự nhiên tại những trường trung học ở Aubonne và Morges, kiêm nhiệm chức quản đốc kho thuốc súng, và say mê nghiên cứu các loại côn trùng. Bị xuất huyết não, cha ông qua đời chỉ ba tuần lễ trước khi Yersin ra đời. Mẹ ông một mình nuôi ba con (Émilie, Franck, và Alexandre), dời đến sinh sống ở Morges, và tại đây bà mở trường dạy nữ công gia chánh và cung cách sống cho các thiếu nữ.

## Học vấn
Sau khi tốt nghiệp trung học, năm 1883 Yersin đến Lausanne để học y khoa, rồi sang Marburg, Đức, tiếp tục theo đuổi ngành học của mình. Trong thời gian lưu trú ở Marburg, qua báo chí, Yersin đọc biết về David Livingstone – nhà truyền giáo và nhà thám hiểm người Scotland – và Livingstone trở thành hình mẫu lý tưởng cho chàng trai Yersin nhiều hoài bão. Năm 1885, ông đến Pháp, nghiên cứu y học tại Hôtel-Dieu de Paris (liên kết với Khoa Y thuộc Đại học Paris Descartes). Tin tức, những chuyến đi, và những tấm bản đồ về Đông Dương đã khơi dậy niềm đam mê thám hiểm của chàng sinh viên y khoa, người trong suốt cuộc đời luôn muốn chọn những gì mới mẻ và tuyệt đối hiện đại. Năm 1886, ông gia nhập viện nghiên cứu của Louis Pasteur tại Trường Sư phạm Paris (École Normale Supérieure) do lời mời của Émile Roux, và tham gia việc phát triển huyết thanh ngừa bệnh dại.
Ở tuổi 25, ngay sau khi nhận văn bằng Tiến sĩ Y khoa với luận án Étude sur le Développement du Tubercule Expérimental (Nghiên cứu về sự phát triển của bệnh lao bằng thực nghiệm), Yersin liền sang Berlin để kịp ghi danh theo học lớp vi trùng học kỹ thuật do Robert Koch giảng dạy. Trở về Paris, Yersin xin nhập quốc tịch Pháp bởi vì lúc ấy chỉ có công dân nước Cộng hòa Pháp mới được hành nghề y. Ông gia nhập Viện Pasteur ở Paris mới được thành lập vào năm 1889 làm người cộng tác với Roux, hai người cùng khám phá ra độc tố bạch hầu (do trực khuẩn Corynebacterium diphtheriae tạo ra).

## Đến Đông Dương
Tuy nhiên, nhà khoa học trẻ đầy triển vọng này không chịu hài lòng với môi trường học thuật đỉnh cao ở Paris. Năm 1890, Yersin quyết định rời nước Pháp để đến Đông Dương (lúc bấy giờ là thuộc địa của Pháp). Phải đợi đến năm 26 tuổi, Yersin mới thấy biển lần đầu tiên, lúc ấy là một bác sĩ trẻ được cử đi công cán ở làng chài Grandcamp. Trải nghiệm này khơi mở khát vọng được đi và khám phá cũng như sự sẵn lòng từ bỏ tương lai xán lạn trong nghiên cứu khoa học ở Paris như là một môn đệ của Pasteur. Yersin viết cho mẹ: "Con sẽ không buồn nếu phải rời Paris vì con thấy chán ngấy kịch nghệ, đám thượng lưu làm con kinh tởm, và đời mà không đi thì còn gì là đời".
Khi biết chắc không thể thuyết phục Yersin ở lại Paris, Louis Pasteur bèn viết thư cho Công ty Messageries Maritimes (Vận tải Hàng hải), đề cử Yersin làm bác sĩ trên tàu.
Yersin nhận nhiệm vụ chăm sóc sức khỏe cho hành khách và thủy thủ đoàn trên tàu Volga, một con tàu cũ kỹ chạy bằng buồm và hơi nước trên tuyến hàng hải Sài Gòn – Manila, chuyên chở 67 hành khách cùng vài tấn hàng hóa. Đang lúc làm bác sĩ trên tàu Volga, qua lại giữa hai thành phố Sài Gòn và Manila, Yersin tự tổ chức cho mình những chuyến thám du ở Philippines và Nam Kỳ, tích lũy kiến thức cùng kinh nghiệm cho ước mơ khám phá những vùng đất mới của ông. Trong thời gian này, Albert Calmette, một môn đệ khác của Pasteur, đến Sài Gòn tìm gặp Yersin đề nghị hợp tác trong nỗ lực thành lập Viện Pasteur ở Sài Gòn.
Năm sau, Yersin được thuyên chuyển sang tuyến hàng hải mới mở Sài Gòn – Hải Phòng, làm bác sĩ trên tàu Saigon trọng tải chỉ bằng nửa tàu Volga, di chuyển dọc bờ biển. Thời ấy chưa có tuyến đường bộ nối liền hai miền nam bắc. Yersin dùng thời gian rảnh rỗi trên tàu để ký họa địa hình bờ biển và, dưới sự hướng dẫn của thuyền trưởng, học cách sử dụng kính lục phân, nghiên cứu môn trắc địa cũng như thu thập kiến thức toán học cần thiết cho công việc quan sát thiên văn học.
Cả chuyến đi cũng như chuyến về, con tàu đều dừng lại ở Nha Trang, một vịnh nước yên tĩnh đầy nắng. Lần nào đến Nha Trang, Yersin cũng bị mê hoặc đến sững sờ bởi vùng đất hoang dã đó với mảng thực vật trên đất liền đẹp rực rỡ, bên trên sừng sững những đỉnh núi mây mù chưa từng ai đặt chân đến, cũng chưa hề được vẽ bản đồ.
Andrien Loir, cháu ruột và là một trong những môn đệ đầu tiên của Pasteur, tìm gặp Yersin kêu gọi sự giúp đỡ của bạn đồng môn cũ cho kế hoạch thành lập một viện Pasteur ở Úc lúc ấy là một lục địa đang trên đà phát triển mạnh, nhưng Yersin từ chối như ông đã khước từ lời đề nghị của Calmette trước đó.

### Thám hiểm

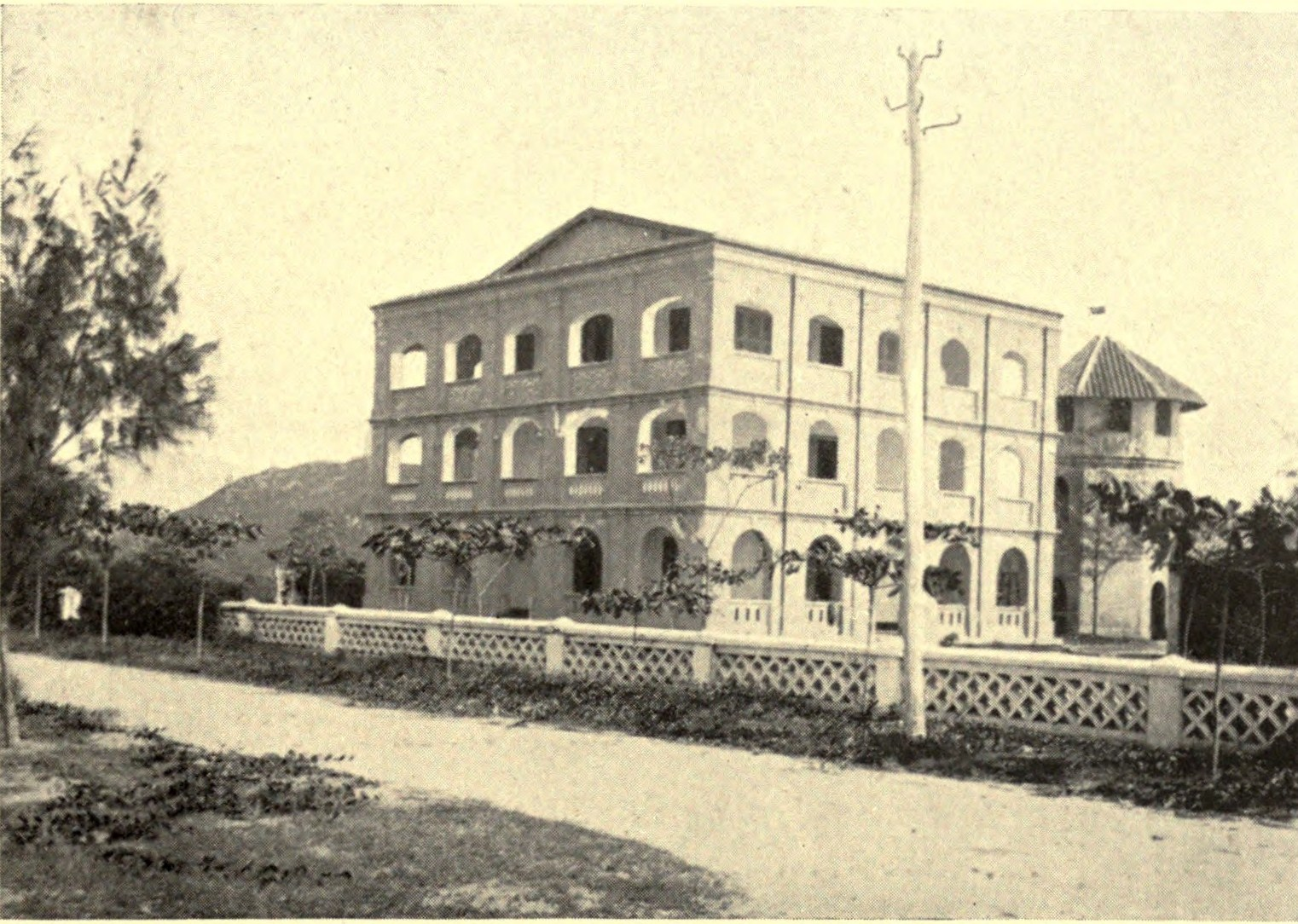
Nhà riêng của Yersin tại Nha Trang, nay là Nhà nghỉ Bộ Công An.

Năm 1891, Yersin xin thôi việc ở hãng Messageries, và quyết định đến sống tại Nha Trang. Ông cho dựng một ngôi nhà gỗ ở Xóm Cồn, và mở một phòng khám. Ông Năm (Yersin được người dân ở đây gọi như thế) là bác sĩ người Âu đầu tiên hành nghề trong vùng này. Ông nhận tiền khám của những người có máu mặt và có tiền, nhưng tiếp tục chữa bệnh miễn phí cho người nghèo mặc dù thường khi ông không thể nào phân biệt nổi giữa hai hạng người ấy, trong khi vẫn luyện tập chạy điền dã. Ông thực hiện những chuyến thám du hàng trăm cây số trong những vùng đồi núi, vào ở trong các ngôi làng người Mọi (cách gọi người sắc tộc thiểu số thời bấy giờ), học chút ít ngôn ngữ, săn bắn, và chữa bệnh cho họ.
Muốn tìm một con đường bộ vào Sài Gòn, Yersin đi ngựa đến Phan Rí, thuê người dẫn đường vào rừng, ông tìm ra cao nguyên Di Linh, nhưng không thể đi tiếp, phải trở lại Phan Thiết, rồi lấy thuyền về Nha Trang. Dù vậy, Yersin vẫn tiếp tục ý định khám phá dải rừng núi bí hiểm dọc theo dãy Trường Sơn, lúc ấy là một vùng hiểm trở hoang vu, là nơi sinh sống của những bộ tộc thiểu số không chịu khuất phục triều đình.
Với mục tiêu tìm một con đường bộ từ Nha Trang ven Biển Đông băng qua dãy Trường Sơn để đến sông Mekong phía bên kia. Yersin sử dụng phần còn lại của món tiền tiết kiệm còm cõi đang cạn dần để mua trang thiết bị và lên kế hoạch cho chuyến thám hiểm. Ngày 23 tháng 9 năm 1892, đoàn thám hiểm gồm bảy thành viên, với vài con ngựa, hai con voi, và một khẩu súng săn hiệu Winschester, dưới sự lãnh đạo của Yersin khởi hành từ Nha Trang ra Ninh Hòa rồi lên Ban Mê Thuột. Ba tháng sau khi rời Nha Trang, đoàn thám hiểm đến Stung Treng bên bờ sông Mekong. Yersin bán lại mấy con ngựa và voi rồi cùng các bạn đồng hành lên thuyền độc mộc về Phnôm Pênh. Những tấm bản đồ ông vẽ được gởi sang Luang Prabang bên Lào để đối chiếu với những ghi nhận của Phái đoàn Pavie, rồi chuyển về Paris. Yersin về Pháp, ở lại Paris trong ba tháng để ghi danh theo học ở Đài Thiên văn Montsouris, và từ chối gia nhập Phái đoàn Pavie. Nhờ sự vận động của Pasteur, Yersin nhận được sự trợ giúp của Hãng Đường biển để mua dụng cụ và thêm khoản tiền trang trải chi phí cho những chuyến thám hiểm.

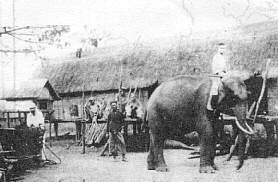
Yersin tại Cao nguyên Lâm Viên, năm 1893

Năm 1892, ít lâu sau chuyến thám hiểm lần thứ nhất, theo lời khuyên của Albert Calmette, Yersin gia nhập đoàn y sĩ hải ngoại để khỏi phải lo lắng về mặt tài chính. Sau 28 năm phục vụ, năm 1920 ông về hưu với cấp bậc Đại tá Quân y.
Tháng 6 năm 1893, được sự ủy thác của Toàn quyền Đông Dương Jean-Marie de Lanessan, Yersin tổ chức đoàn thám hiểm theo đường bộ từ Biên Hòa ra Đồng Nai, lên Di Linh, cuối cùng khám phá Cao nguyên Lâm Viên. Trong nhật ký đề ngày 21 tháng 6 năm 1893, Yersin ghi nhận có vài làng của người sắc tộc D'Lat nằm rải rác trong vùng, "Từ trong rừng thông bước ra tôi sững sờ khi đối diện một bình nguyên hoang vu giống như mặt biển tràn đầy những làn sóng màu xanh lá cây. Sự hùng vĩ của rặng Langbiang hòa lẫn vào đường chân trời tây bắc tạo nên bối cảnh tráng lệ, gia tăng vẻ đẹp của vùng đất này." Đến năm 1899, tại vùng đất được Yersin khám phá, Toàn quyền Paul Doumer cho thiết lập một khu nghỉ dưỡng cho người Âu châu, sau trở thành Đà Lạt.
Với sự trợ giúp từ chính quyền – được cung cấp vật dụng, nhân lực, tiền và vũ khí - quy mô của chuyến thám hiểm lần này lớn hơn nhiều so với lần trước, đôi khi lên đến tám mươi người đi quanh co dưới tán lá rừng. Để đổi lại, Yersin phải khảo sát tìm ra những con đường mới để phát triển thương mại, những địa điểm thích hợp để chăn nuôi gia súc, cũng như kiểm kê tài nguyên rừng và khoáng sản.

Lộ trình 3 chuyến thám hiểm của Yersin

Trên đường về, họ đến một ngôi làng người thiểu số thân quen, nơi vừa bị đốt phá bởi bọn cướp – khoảng năm mươi người là tù vượt ngục. Cùng những người can đảm nhất trong đoàn thám hiểm, Yersin quyết định truy đuổi băng cướp, kịp khi bọn chúng dừng chân, đốt lửa và kiểm kê chiến lợi phẩm. Yersin giơ khẩu súng ngắn lên nhưng Thục, thủ lĩnh băng cướp, nhảy đến đẩy chệch nòng súng. Yersin lĩnh một nhát chùy vào chân gãy cả xương, bị rựa chặt đứt nửa ngón cái của bàn tay trái, và bị Thục đâm ngọn giáo vào ngực. Bọn cướp bỏ đi vì đinh ninh Yersin đã chết. Theo sự hướng dẫn của Yersin, người ta khoét rộng vết thương, rút mũi giáo, khử trùng, nẹp chân, đặt ông lên một chiếc cáng kết bằng tre và dây rừng, khiêng đi suốt nhiều ngày đến tận Phan Rang. Ở đó có một chuyên gia điện tín báo cho Calmette ở Sài Gòn biết để gởi thuốc đến. Trong khi các vết thương lên sẹo, Yersin dành thì giờ tìm hiểu cách vận hành của máy phát điện tín. Sau đó, ông được đưa về Sài Gòn, viết tường trình, vẽ bản đồ, và phác thảo những tuyến đường tiềm năng.
Yersin chuẩn bị cho chuyến thám hiểm thứ ba, chuyến đi dài nhất và nhiều tham vọng nhất của ông, với dự định mở một con đường mới từ Trung Kỳ sang Lào, khác với con đường của Pavie qua Điện Biên Phủ.
Trước khi Yersin lên đường, Thục bị bắt, và ông được chứng kiến cuộc hành hình để lại nhiều cảm xúc.
Cuối năm 1893, với một lực lượng hùng hậu - ngoài 54 người tùy tùng còn có một toán lính tập mang súng theo hộ tống - Yersin khởi hành từ Biên Hòa lên Đà Lạt, đi tiếp đến cao nguyên Đắk Lắk, vào Attopeu ở nam Lào, rồi đi theo hướng đông ra biển. Yersin đến Đà Nẵng vào ngày 17 tháng 5 năm 1894. Cuộc khảo sát lần thứ ba này thăm dò một vùng đất rộng lớn trải rộng từ vĩ tuyến 11 ở phía nam đến vĩ tuyến 16 ở phía bắc, và từ sông Mekong ở phía tây đến bờ biển Việt Nam ở phía đông. Trang nhật ký ngày 11 tháng 4 của Yersin ghi, "Đường đi thật là khủng khiếp. Trong 4 ngày liên tiếp, chúng tôi phải vượt qua một vùng núi hiểm trở, trèo xuống, leo lên, cứ đơn điệu như thế mãi làm cho chúng tôi rất mệt mỏi. Cây cối chen chúc. Không có đường mòn. Chúng tôi phải khòm lưng chui qua các bụi tre. Vì trời mưa nên rừng có nhiều vắt không thể tả được. Những người Việt Nam đi cùng với chúng tôi bị sốt rét mặc dù đã uống thuốc ngừa..."

### Nghiên cứu bệnh dịch hạch

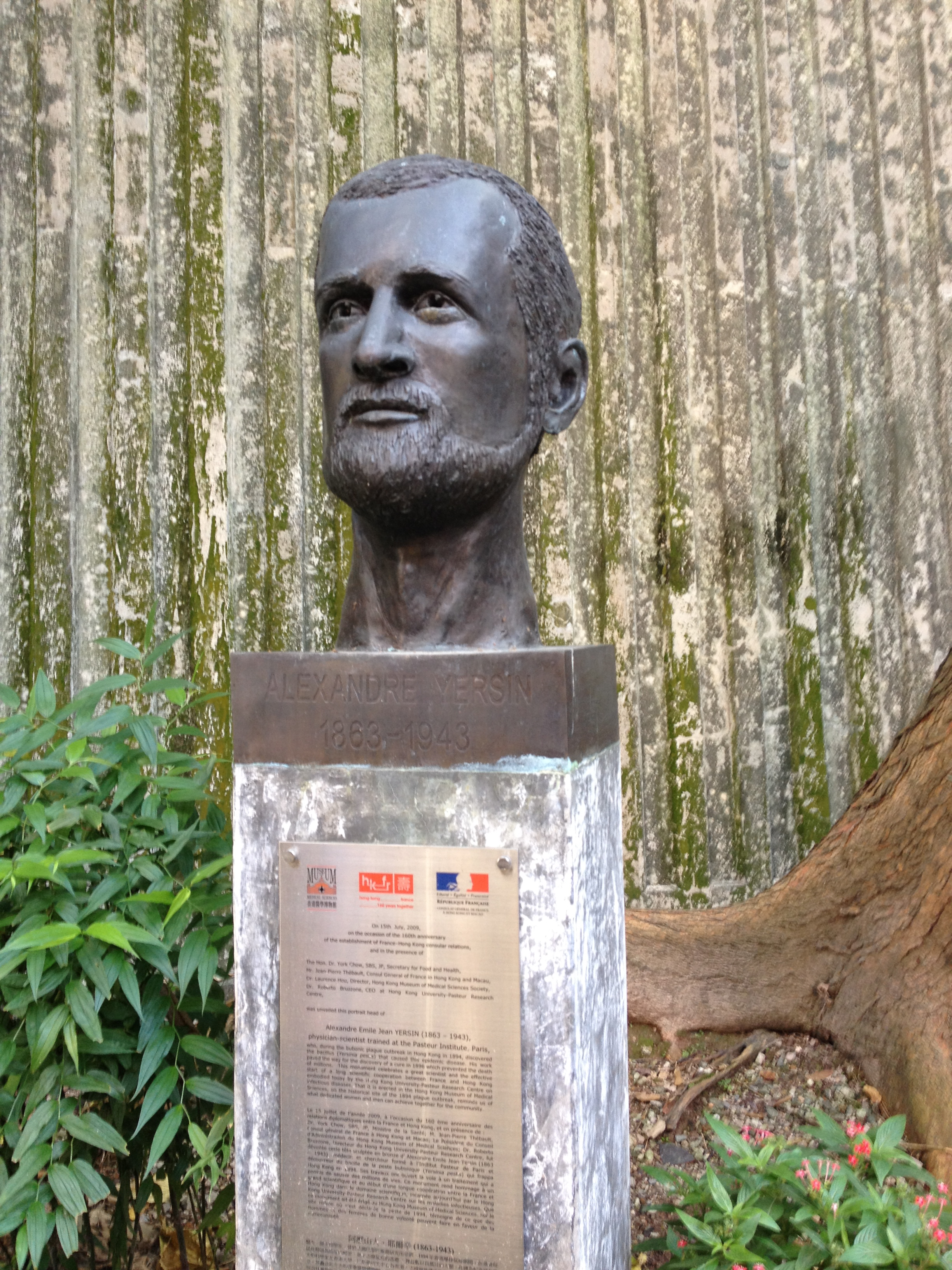
Tượng Yersin tại Bảo tàng Y khoa Hồng Kông

Trong khi Yersin đang chuẩn bị cho cuộc thám hiểm thứ tư thì bệnh dịch đã bộc phát ở miền Nam Trung Hoa và lan truyền xuống Đông Dương. Tháng 5 năm 1894, dịch phát mạnh ở Hồng Kông, gây tử vong cao, và trở thành mối đe dọa cho tất cả cảng biển có giao dịch thương mại với Trung Hoa, trong đó có cảng Hải Phòng. Nhà cầm quyền thuộc địa cử Yersin đến Hồng Kông để nghiên cứu bệnh dịch.
Ngày 15 tháng 6 năm 1894, Yersin đặt chân đến Hồng Kông, trông thấy xác người chết vì dịch hạch trên đường phố, giữa những vũng nước, trong các khu vườn, trên ghe thuyền đang cắm neo. Yersin liền ghi lại quan sát ban đầu của mình, "Tôi nhận thấy có rất nhiều chuột chết trên mặt đất." Ba ngày trước đó, Kitasato đã đến Hồng Kông cũng để nghiên cứu bệnh dịch. Với sự hỗ trợ dồi dào từ người Anh, Kitasato lập một phòng thí nghiệm trong Bệnh viện Kennedy Town, Yersin chỉ được phép đến quan sát nhóm Kitasato làm việc. Yersin ngạc nhiên về phương pháp làm việc của Kitasato: khám nghiệm máu và cẩn thận giảo nghiệm các cơ phận của tử thi nhưng bỏ qua chỗ sưng hạch bạch huyết.
Năm ngày sau, ông quyết định hoạt động độc lập. Với sự trợ giúp của Vigano, một người Ý sống ở Hồng Kông, Yersin làm việc trong một cái lán bằng tre phủ rơm với vài xác chết có được nhờ Vigano đút tiền cho đám lính thủy người Anh trông coi nhà xác, và Yersin xác định được nguyên nhân của bệnh dịch.
Sau khi toán khoa học gia người Nhật ra đi, người Anh muốn giữ Yersin ở lại Hồng Kông nhưng ông từ chối.
Bởi vì những tường trình ban đầu của Kitasato còn mơ hồ và đôi khi có những mâu thuẫn, nhiều người tin rằng Yersin là người duy nhất tìm ra trực khuẩn. Tuy nhiên, một cuộc phân tích hình thái học về những gì Kitasato khám phá cho thấy "Kitasato đã khảo nghiệm trực khuẩn gây bệnh ở Hồng Kông vào cuối tháng 6 và đầu tháng 7 năm 1894", chỉ một thời gian ngắn sau khi Yersin công bố khám phá của ông (ngày 20 tháng 6). Do đó, "không thể bác bỏ sự đóng góp" của Kitasato. Cũng nên biết rằng, trực khuẩn gây bệnh phát triển tốt hơn trong môi trường nhiệt độ thấp, vì vậy, phòng thí nghiệm được trang bị kém của Yersin lại có lợi thế hơn trong cuộc chạy đua với Kitasato.

Yersin và lán tre phủ rơm, nơi ông tìm ra trực khuẩn gây bệnh dịch hạch, Hồng Kông năm 1894.

Yersin là người đầu tiên chứng minh rằng trực khuẩn hiện diện ở chuột bệnh và người bệnh là một, nhờ đó ông đã giải thích được phương thức truyền bệnh. Cũng trong năm ấy, khám phá này được cộng tác viên Émile Duclaux gửi đến Viện Hàn lâm Khoa học Pháp trong bài báo nhan đề La Peste Bubonique de Hong-Kong (Bệnh dịch hạch ở Hồng Kông).
Từ năm 1895 đến 1897, Yersin nghiên cứu thêm về bệnh dịch hạch. Năm 1895 ông trở lại Viện Pasteur ở Paris và cùng với Émile Roux, Albert Calmette và Armand Borrel đã điều chế ra huyết thanh chống bệnh dịch hạch đầu tiên. Cùng năm đó, ông trở về Đông Dương và lập một phòng thí nghiệm nhỏ tại Nha Trang để sản xuất huyết thanh, (năm 1905 viện này trở thành một chi nhánh của Viện Pasteur). Năm 1896, ông thành lập trại chăn nuôi Suối Dầu, nuôi ngựa để sản xuất huyết thanh.
Năm 1896, Yersin đến Quảng Châu, được phép tiêm huyết thanh được điều chế tại Nha Trang cho một chủng sinh đang mắc bệnh tại đây, và mau chóng thu được kết quả. Ông trở thành người thầy thuốc đầu tiên cứu sống một bệnh nhân dịch hạch. Yersin tiếp tục cuộc hành trình chống bệnh dịch hạch bằng huyết thanh với những điểm đến kế tiếp là Hạ Môn, Formosa (nay là Đài Loan), rồi Ma Cao. Song, khi đến Bombay, Yersin đối diện với một môi trường phức tạp hơn nhiều – người bệnh từ chối vào bệnh viện cách ly vì ở đó phải tuân thủ hệ thống đẳng cấp, loài chuột phát triển mạnh bởi vì người dân không chịu sát sinh, sự đố kỵ của người Anh đối với người Pháp. Ông không làm được gì, cuối cùng phải rút lui để lại một đống hỗn độn cho Paul-Louis Simond, người đồng nghiệp được Viện Pasteur cử đến thay thế ông.

### Nông nghiệp

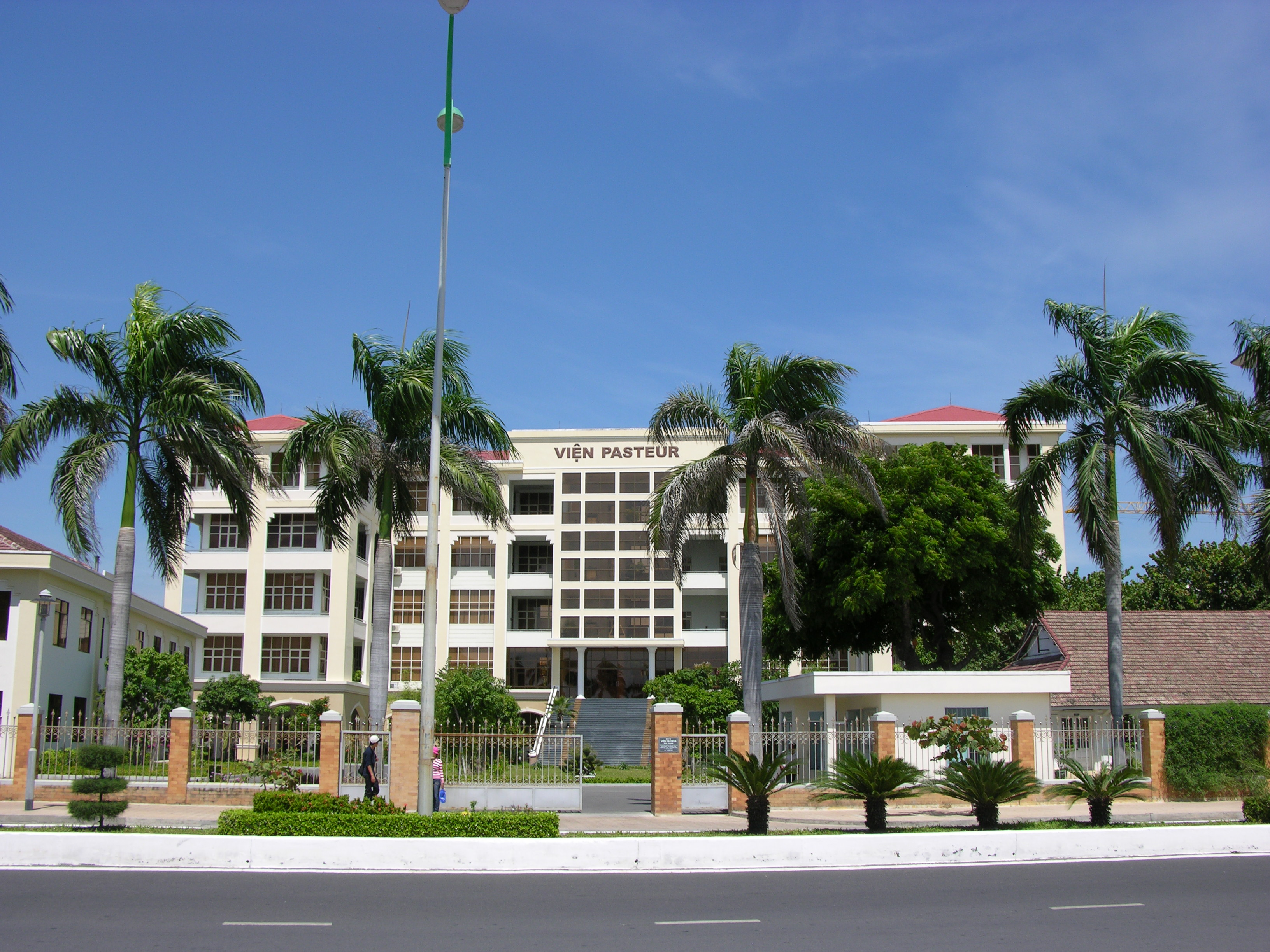
Viện Pasteur Nha Trang

Sau Bombay, Yersin quyết định trở về Nha Trang trong năm 1898. Với sự hỗ trợ từ Toàn quyền Doumer, ông xây dựng Viện Pasteur Nha Trang. Rồi ông mua một khu đất rộng 500 héc-ta ở Suối Giao (nay là Suối Dầu) để làm nông nghiệp và chăn nuôi. Ông cho trồng cây cà-phê Liberia, các loại cây thuốc, cây coca để sản xuất cô-ca-in sử dụng trong ngành dược, tuyển chọn nhiều loại thực vật và động vật từ khắp nơi trên thế giới để nuôi trồng tại đây, biến nó thành một cộng đồng nông nghiệp và khoa học với một trạm xá phục vụ cư dân trong vùng. Trong thời gian này, sản xuất huyết thanh chống dịch cho bò là nguồn thu nhập chính của Yersin. Trung tâm thí nghiệm này về sau trở thành viện thú y đầu tiên ở Đông Dương.
Là người đầu tiên nhập giống cây cao su về trồng tại Việt Nam, Yersin trở thành chủ một đồn điền cao su lúc đầu rộng khoảng 100 hec-ta, kiếm tiền đủ để nuôi sống Viện của ông. Ông liên lạc với André Michelin, người sáng lập tập đoàn Michelin, một trong những hãng sản xuất bánh xe lớn nhất thế giới. Nhờ cách làm hiệu quả và suy nghĩ quyết liệt nên lợi tức gia tăng đáng kể, ông gởi tiền vào Hongkong and Shanghai Bank (nay là ngân hàng HSBC) và mua các loại cổ phiếu.
Về Nha Trang lập trang trại là khởi điểm cho một giai đoạn khác trong cuộc đời Yersin: sống ẩn dật, để lại đằng sau ánh hào quang của một huyền thoại sống – người đẩy lùi bệnh dịch hạch và là người khám phá cao nguyên Lâm Viên - để sống với niềm đam mê mới: nghiên cứu cùng thực hành nông nghiệp và chăn nuôi. Ông từ chối tiếp các nhà báo, họ bèn dựng nên những câu chuyện huyễn hoặc về Yersin, nhưng ông chẳng hề quan tâm.
Từ Suối Giao, sau một chuyến thám hiểm ngắn với Armand Krempf – hai ngày đi thuyền và hai ngày leo núi – Yersin phát hiện ngọn núi Hòn Bà. Trong năm 1915, ông tiến hành di thực các loài thực vật và động vật, gieo các loại hạt giống, và xây dựng một ngôi nhà gỗ kiểu Thụy Sĩ. Ông nghiên cứu điểu học, nghề làm vườn, và sưu tầm các loại hoa. Ông cũng mở một chiến dịch trồng rừng đồng thời khuyên dân làng bỏ tập tục chặt đốt cây rừng. Ông dựng chuồng nuôi chim và đưa về lãnh địa rộng 15 000 héc-ta của mình các loài chim lạ. Ông trồng thử nghiệm cây canh-ki-na để sản xuất thuốc ký ninh chữa bệnh sốt rét. Ông tìm ra thổ nhưỡng thích hợp cho loại cây này ở vùng đất Dran (nay là Đơn Dương) và Di Linh.
| “                          | Yersin là một con người đơn độc. Ông biết rằng không sự kỳ vĩ nào được thực hiện ở số nhiều. Ông căm ghét bè nhóm, ở đó hàm lượng trí tuệ tỉ lệ nghịch với số lượng thành viên tạo nên đám đông ấy. Thiên tài luôn đơn độc. | ” |
| —Patrick Deville, nhà văn. | |   |

Yersin dùng số tiền có được nhờ những giải thưởng khoa học để xây dựng một con đường dài 30 cây số quanh co uốn khúc từ Suối Giao lên Hòn Bà. Sử dụng thiết bị tiên tiến ''Improver Road Tracer'', ông "đích thân chỉ đạo công việc, với sự giúp đỡ của các cai An Nam, làm một con đường có độ dốc rất đều, ở mức mười phần trăm." Đôi khi phải dùng bộc phá để nổ phá đá, và "dùng các mảnh vụn để xây tường chống." Nhờ con đường này, Yersin chuyển một máy phát điện lên ngôi nhà gỗ, lắp đặt hệ thống đèn, khởi động một máy dẫn nước để tưới cây, và đặt mua từ Pháp một chiếc Citroën bánh xích, cùng loại với "những chiếc xe đã băng qua sa mạc Sahara."
Yersin thích biết mọi thứ, ông là chuyên gia về nông học nhiệt đới, nhà vi trùng học, nhà dân tộc học, nhiếp ảnh gia, rồi nghiên cứu khí tượng. Ông mua máy điện lượng kế, làm một con diều thật lớn thả lên độ cao một ngàn mét để đo điện khí quyển và dự đoán giông bão. Ông muốn giúp những người dân chài thường khi bị mất tích trên biển mỗi lúc có lốc xoáy vụt đến. Yersin thuyết phục Fichot, một kỹ sư thủy văn phục vụ trong hải quân và rất say mê thiên văn học, đến sống với ông trong ngôi nhà lớn ở Xóm Cồn với kính thiên văn và máy quan tinh được lắp đặt trên sân thượng để cùng nhau nghiên cứu khí tượng. Trong những ngày cuối đời, Yersin gắn bó với niềm đam mê mới: văn chương. Ở tuổi tám mươi, ông lại học tiếng Latin, tiếng Hy Lạp, và biên dịch những tác phẩm của Phèdre, Virgile, Horace, Salluste, Cicéron, Platon, và Démosthène.

### Trường Y khoa Hà Nội
Năm 1902 Toàn quyền Paul Doumer, trước khi rời Đông Dương, mời Yersin từ Nha Trang ra Hà Nội để mở một trường Y, một bệnh viện, và một trung tâm vệ sinh. Với Trường Y, "ước tính việc xây dựng sẽ tốn một triệu rưỡi franc!" Một số tiền lớn, song theo nhận xét của Yersin, "vẫn rẻ hơn nhiều, lại hữu ích hơn nhiều so với cái nhà hát ở Sài Gòn."

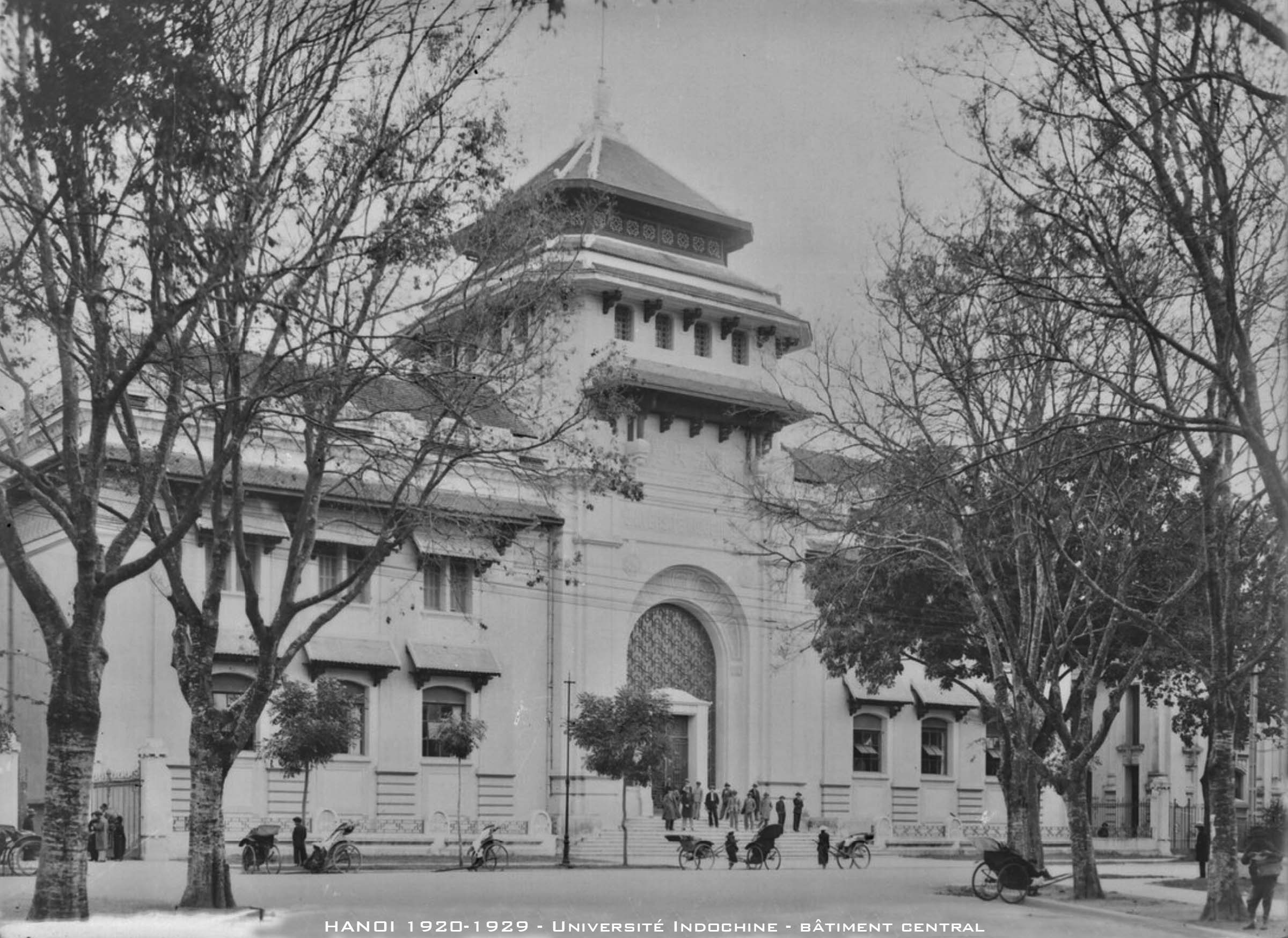
Đại học Y Hà Nội, năm 1930

Yersin được bổ nhiệm làm hiệu trưởng đầu tiên của École de Médecine de Hanoi (Trường Y khoa Hà Nội), là tiền thân của Đại học Y Hà Nội.
Ông thiết lập giáo trình theo hình mẫu đại học Pháp – sáng khám bệnh ở bệnh viện, chiều dành cho lý thuyết – đích thân ông giảng dạy trong các giờ vật lý, hóa học, và phẫu thuật.
Trường khai giảng ngày 1 tháng 3 năm 1902, năm học đầu tiên có 29 sinh viên, 15 người đến từ Bắc Kỳ, 5 từ Trung Kỳ, 8 từ Nam Kỳ, và 1 từ Cao Miên. Tất cả đều được nhận học bổng 8 đồng mỗi tháng. Ghi nhận của Yersin về những sinh viên Y khoa đầu tiên được đào tạo ở Đông Dương, "Họ rất chăm học, có những người xuất sắc ngang với những sinh viên giỏi nhất bên Pháp. Điều thú vị là ngay cả những người thông minh cũng học rất chăm. Gần như có thể nói rằng không có ai lười biếng."
Ông có công di chuyển trường khỏi làng Kinh Lược, cho xây dựng ngôi trường ở phố Bobillot (Lê Thánh Tông ngày nay), và xây dựng bệnh viện thực hành ở phố Lò Đúc.
Sau hai năm, khi mọi thứ đã vào guồng, Yersin xin từ nhiệm, và trở về Nha Trang.

### Từ trần

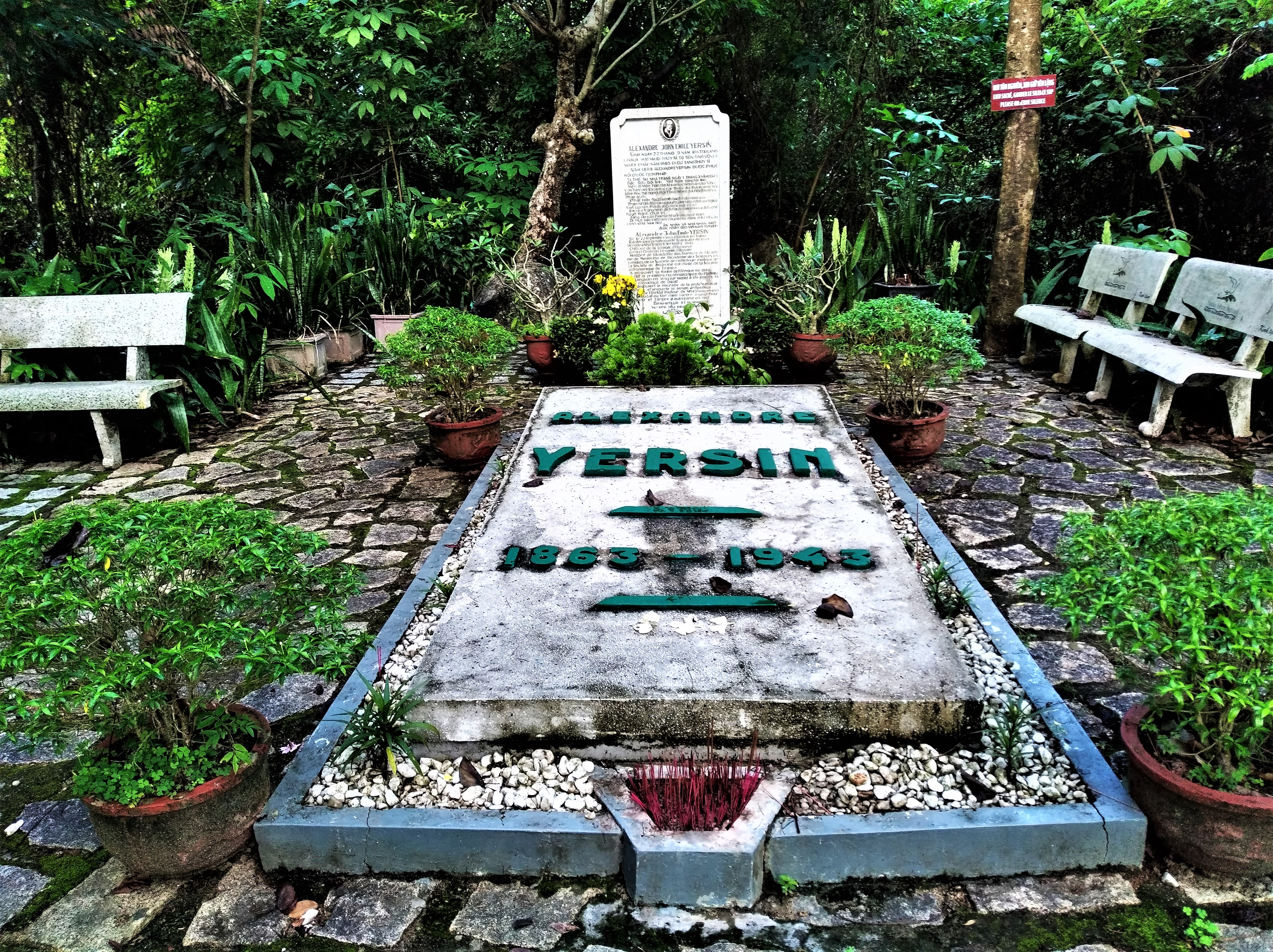
Bia mộ của Alexander Yersin
Suối Tân, Cam Lâm, Khánh Hòa, Việt Nam

Trong thời gian diễn ra Chiến tranh thế giới thứ hai, ngày 1 tháng 3 năm 1943, Yersin từ trần tại nhà riêng ở Nha Trang, ông để lại di chúc, "Tôi muốn được chôn ở Suối Dầu. Hãy chôn tôi nằm úp xuống. Yêu cầu ông Bùi Quang Phương giữ tôi lại tại Nha Trang, đừng cho ai đem tôi đi nơi khác. Mọi tài sản còn lại xin tặng hết cho Viện Pasteur Nha Trang, và những người cộng sự lâu năm. Đám táng làm giản dị, không huy hoàng không điếu văn." Dù vậy, rất đông người tìm đến để đưa tiễn ông về nơi an nghỉ cuối cùng. Nhiều người dân Xóm Cồn và Nha Trang than khóc và để tang cho ông. Đoàn người đưa tang dài đến hơn ba cây số.

## Vinh danh
Yersin để lại nhiều ký ức sâu đậm tại Việt Nam, nơi người dân trong vùng gọi ông cách thân mật là Ông Tư, theo cấp bậc Đại tá Quân y (quân hàm có năm vạch). Tuy nhiên, theo Patrick Deville, người dân Xóm Cồn gọi Yersin như thế là do "ông có cái lon năm vạch mạ vàng trên bộ đồng phục trắng" khi ông còn là bác sĩ phục vụ trên tàu.
| “                                                  | Chắc chắn rất hiếm có người ít tư lợi đến thế. Yersin tự xóa mờ mình đi để người khác được tự do sáng kiến, sự tự do mà chính bản thân ông hết sức gắn bó. | ” |
| —Noël Bernard, người đầu tiên viết tiểu sử Yersin. | |   |

Từ khi còn là một sinh viên trẻ tuổi theo học y khoa ở Marburg, Yersin đã tỏ lòng ngưỡng mộ David Livingstone, và nuôi hoài bão bước theo dấu chân của nhân vật nổi tiếng người Scotland sinh trước ông nửa thế kỷ. Yersin đã dành trọn đời mình để thực hiện giấc mơ ấy. Patrick Deville, tác giả quyển Peste & Choléra đạt giải Femina năm 2012, nhận xét rằng Yersin là "một tín đồ chân chính của Giáo hội Tin Lành vùng Morges và của tấm gương Livingstone, người cũng là bác sĩ, nhà thám hiểm, và mục sư".
Năm 1891, khi đặt chân đến Nha Trang, Yersin yêu mến vùng đất này, và quyết định lưu trú tại đây. Ông viết cho Émile Roux, "Hãy đến đây với tôi, ông sẽ biết ở đây thú vị như thế nào, thời tiết không nóng nhiều, cũng không lạnh lắm, một khung cảnh thanh bình tuyệt đối và nhiều công việc cần làm."

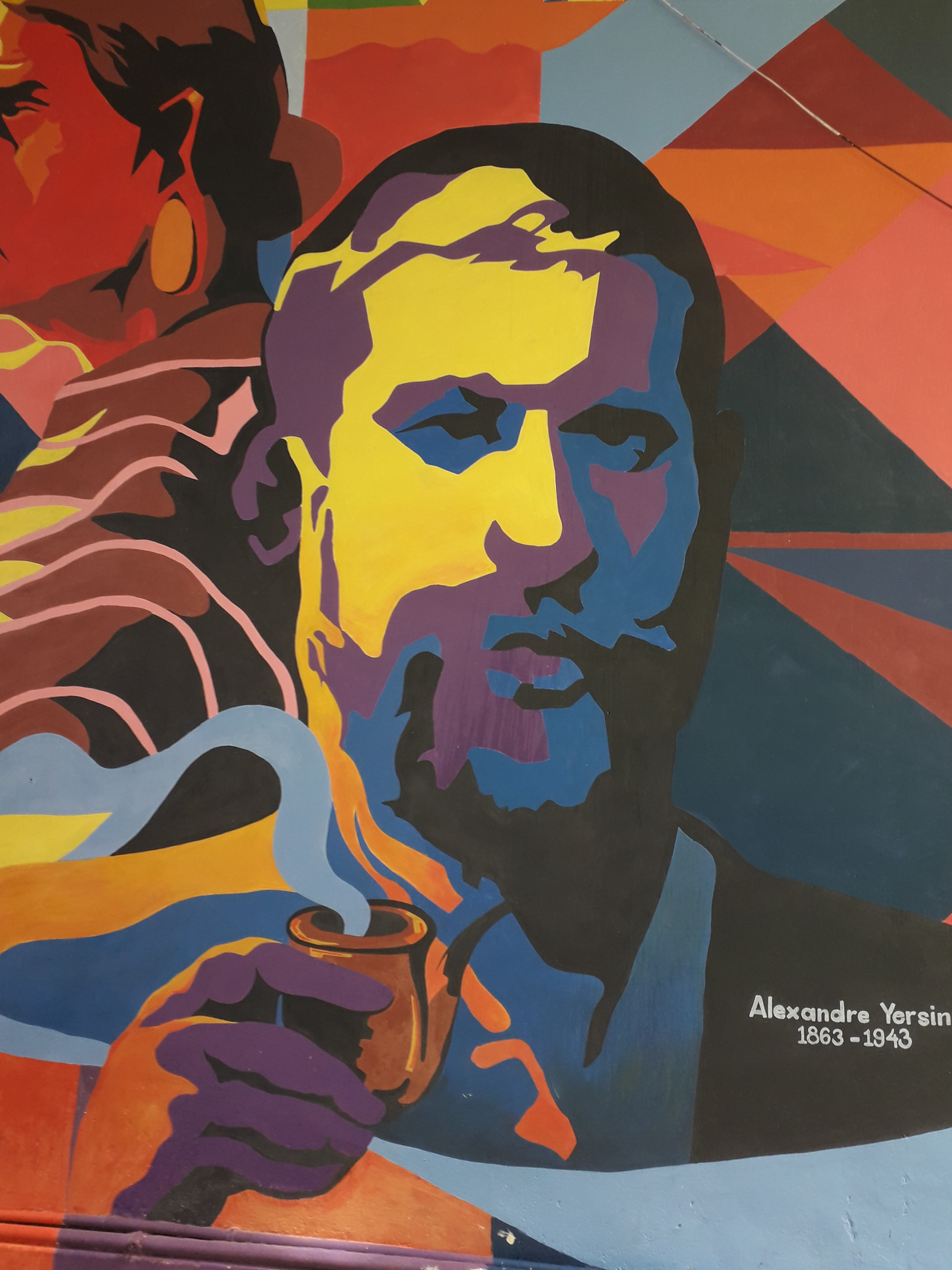
Alexandre Yersin được tưởng nhớ tại dự án nghệ thuật công cộng ở Dốc Nhà Làng, Đà Lạt.

Ông sống gần gũi với cư dân trong vùng, và tận tụy giúp đỡ những ngư dân nghèo khó trong xóm chài nhỏ bé. Ông sống trong một ngôi nhà cổ ba tầng, trên tầng thượng ông đặt kính thiên văn để quan sát báo bão cho làng chài. Khi có bão, ông gọi dân làng đến trú ngụ ở nhà ông, và cung cấp thực phẩm cho họ.
Yersin khám bệnh miễn phí cho người nghèo. Ông viết cho mẹ, "Mẹ hỏi con có thích ngành y không. Có và không. Con rất vui được chữa trị cho những người đến nhờ con khám, nhưng con không muốn biến y học thành một cái nghề, nghĩa là con sẽ không bao giờ có thể đòi một người bệnh trả tiền vì đã chữa bệnh cho người đó. Con coi y học là thiên chức, là mục vụ. Đòi tiền để chữa trị cho bệnh nhân thì chẳng khác nào nói với người đó rằng: tiền hay mạng sống."
Yersin trân trọng những đóng góp của các phụ tá người bản địa, yêu quý họ, và quan tâm đến đời sống của họ.

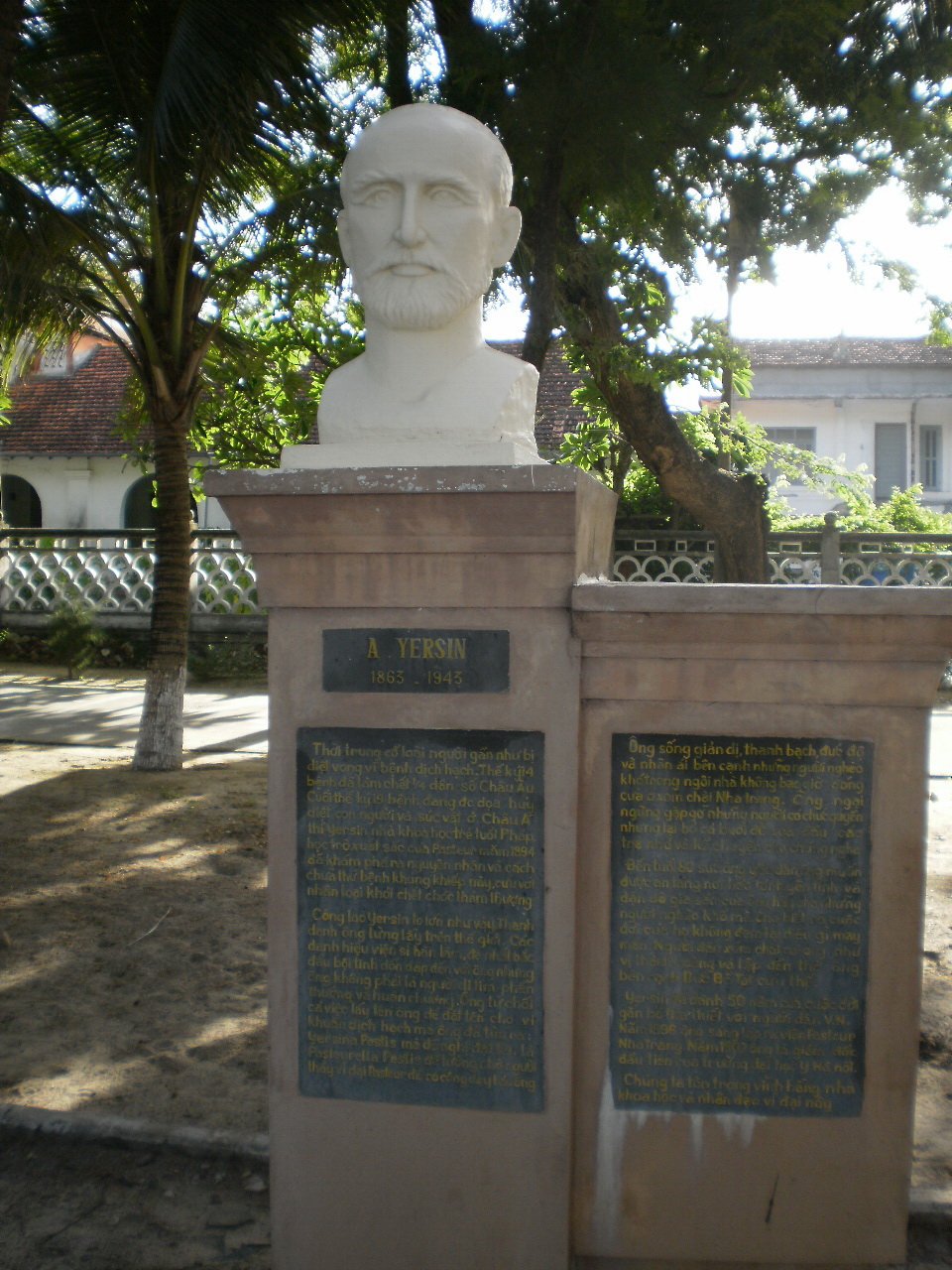
Tượng Yersin tại Quy Hòa, Quy Nhơn, Bình Định.

Ngoài vi khuẩn Yersinia pestis được đặt tên để vinh danh Yersin, có nhiều địa danh tại Việt Nam được đặt tên theo ông.
Tại Hà Nội, Đà Nẵng, Nha Trang, Đà Lạt,Thủ Dầu Một, Phan Rang và Thành phố Hồ Chí Minh đều có những con đường được đặt tên để vinh danh Yersin.
Tọa lạc bên trong khuôn viên viện Pasteur Nha Trang là Bảo tàng Alexandre Yersin, nơi lưu trữ nhiều kỷ vật của Yersin. Công viên Yersin nằm dọc theo bờ biển Nha Trang, với tượng Yersin cao 4m, là một thắng cảnh của thành phố. Phần mộ của Yersin tại Suối Dầu (cách Nha Trang 20 km) hằng năm có nhiều người đến viếng. Theo tập quán đối với người có công và được nhiều người yêu quý, người dân xây cho ông một miếu thờ. Năm 1990, quần thể mộ Yersin ở Suối Dầu và bảo tàng Yersin ở Viện Pasteur Nha Trang được xếp hạng di tích lịch sử văn hóa cấp quốc gia; đây được xem là "trường hợp duy nhất nước Việt Nam cấp bằng chứng nhận di tích lịch sử cấp Quốc gia cho một người nước ngoài". Làng Tân Xương ở Suối Dầu còn thờ cúng ông như một thành hoàng.

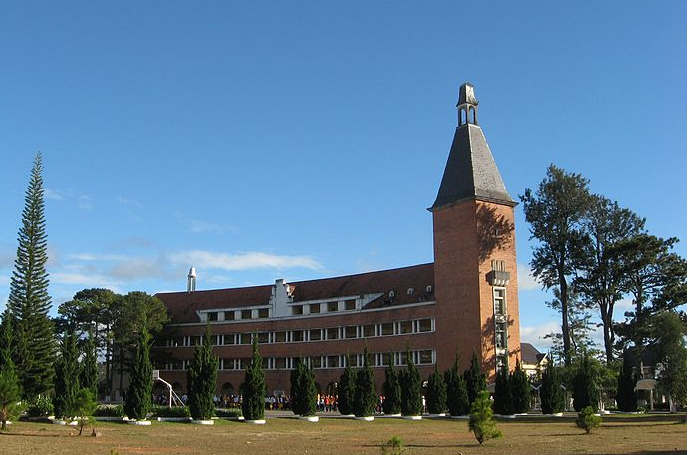
Lycée Yersin,
nay là Trường Cao đẳng Sư phạm Đà Lạt.

Một ngôi trường - khởi công xây dựng năm 1927 và khai giảng năm 1935 - được đặt theo tên Yersin để vinh danh ông. Lycée Yersin (nay là Trường Cao đẳng Sư phạm) là một kiến trúc đẹp và độc đáo của Đà Lạt. Tại thành phố này, cũng mang tên ông còn có Công viên Yersin, và một ngôi trường thành lập năm 2004, Đại học Yersin.
Yersin được trao tặng Bắc Đẩu Bội tinh, huân chương cao quý nhất của nước Pháp.
Năm 1934, sau khi Pasteur, Roux, và Calmette qua đời, Yersin - người cuối cùng trong nhóm Pasteur - được đề cử làm Giám đốc danh dự của Viện Pasteur Paris, và là ủy viên Ban Quản trị. Chức vụ này buộc ông mỗi năm phải về Pháp một lần để họp. Năm 1940, Yersin về thăm Pháp lần cuối cùng trước khi Đệ Nhị Thế Chiến bùng nổ.
Tác phẩm Peste et choléra (Dịch hạch và thổ tả) của nhà văn Patrick Deville nói về cuộc đời của Yersin đoạt giải Femina năm 2012. Hội Ái mộ Yersin, được thành lập năm 1992 với hơn 700 hội viên, với mục đích hoạt động giúp đỡ người nghèo và trẻ em khuyết tật cũng như truyền bá về thân thế và sự nghiệp của Yersin, là tổ chức phi chính phủ duy nhất ở Việt Nam nhận Huân chương Lao động. Từ năm 2000, Lãnh sự quán Pháp tại Hồng Kông và Macau hằng năm cấp học bổng Alexandre Yersin cho sinh viên là cư dân tại hai lãnh thổ này của Trung Quốc đến Pháp tham gia chương trình cao học.
Ngày 20 tháng 9 năm 2013, nhân kỷ niệm 150 năm ngày sinh của Yersin, Tổng công ty Bưu chính Pháp đã phối hợp với Viện Pasteur Paris, Viện Hàn lâm Khoa học Hải ngoại Pháp và Đại sứ quán Việt Nam tại Pháp tổ chức lễ phát hành hai mẫu tem chung Việt Nam và Pháp về Alexandre Yersin. Ngày 22 tháng 9 năm 2014, nhân kỷ niệm 151 năm ngày sinh của Alexandre Yersin, tại Nha Trang diễn ra lễ công bố quyết định truy tặng "Công dân Việt Nam danh dự" cho Yersin, đồng thời tổ chức triển lãm bộ sưu tập tem "Bác sĩ Alexandre Yersin - người công dân danh dự Việt Nam".
Năm 2016, các nhà thực vật của Viện Sinh học nhiệt đới thuộc Viện Hàn lâm Khoa học và Công nghệ Việt Nam và Cộng hòa Séc đã phát hiện và công bố một loài lan mới ở Khu Bảo tồn thiên nhiên Hòn Bà, tỉnh Khánh Hòa. Loài lan này được đặt tên là Lan yersin (Cleisostoma yersinii J. Ponert & Vuong), tên loài được đặt theo tên của bác sĩ Yersin, người đã khám phá ra Hòn Bà. Tuy nhiên qua đối chiếu và so mẫu thì 2 loài Lan yersin và Lan lê công kiệt là giống nhau và cùng một loài. Vì vậy, loài Lan yersin (C. yersinii) trở thành tên đồng danh (synonym) của loài Lan lê công kiệt (C. lecongkietii) và Khu Bảo tồn thiên nhiên Hòn Bà, Khánh Hòa được ghi nhận là nơi phát hiện phân bố mới cho loài Lan lê công kiệt.

## Chuyện bên lề
- Từ khi sống xa nhà, Yersin thường xuyên viết thư cho mẹ và chị.[102] Với khoảng 1.000 bức thư, chúng ta biết nhiều chi tiết về cuộc đời cống hiến của ông, cũng có thể nhận thấy nét hóm hỉnh của nhà khoa học trong lá thư ông gởi từ Hồng Kông, "Con còn nhiều điều nữa muốn thưa với mẹ, nhưng có hai xác chết đang chờ con. Họ muốn ra nghĩa địa cho sớm. Tạm biệt mẹ thân yêu. Mẹ rửa tay sau khi đọc thư này kẻo bị lây dịch hạch, mẹ nhé."[4]
- Tháng 11 năm 1920, khi đáp tàu Paul Lecat đi Marseille, Yersin bị ngăn không được vào phòng ăn trên tàu vì không đeo cà vạt. Ông quay về phòng rồi trở lại, hỏi người phục vụ, "Chiếc cà vạt này cậu có chấp nhận không?", vừa nói vừa chỉ tay vào cổ áo nơi ông đeo tấm huân chương Bắc Đẩu bội tinh.[4]
- Yersin biết tiếng Việt, thứ tiếng Việt thực dụng, hiệu quả, nhưng không mấy tinh tế. Ông "thường sử dụng từ người ta cho cả ba ngôi số ít lẫn ba ngôi số nhiều, dùng cho cả người lẫn con vật."[75][103]
- Yersin yêu trẻ, ông thường chiếu phim cho trẻ em Xóm Cồn xem. Một hôm, chúng đánh vỡ chậu hoa, ông bảo người giúp việc: "Đừng rầy đánh, người ta sợ."[67]
- Từ những năm đầu tiên của thế kỷ 20, Yersin là người lái những chiếc ô-tô đầu tiên tại Hà Nội:[104] chiếc đầu hiệu Serpollet 5 mã lực chuyển từ Nha Trang ra, rồi chiếc Serpollet thứ hai, đời mới nhất 6 mã lực có thể chạy 100 cây số giờ, đặt mua từ Paris. Suốt nửa thế kỷ sống ở Việt Nam, ông không ngừng nhập những máy móc tân tiến nhất, lại còn có ý định xây dựng một sân bay ở Nha Trang.[105]

### Tiếng Việt
- Patrick Deville. ND: Đặng Thế Linh (2013), Yersin: Dịch hạch & Thổ tả, Nhà xuất bản Trẻ

### Tiếng Anh
- Barrett, O. (1989). "Alexandre Yersin and recollections of Vietnam". Hosp. Pract. (Off. Ed.). Quyển 24 số 5A. tr. 13. PMID 2498345.
- Bendiner, E. (1989). "Alexandre Yersin: pursuer of plague". Hosp. Pract. (Off. Ed.). Quyển 24 số 3A. tr. 121–8, 131–2, 135–8 passim. PMID 2494200.
- Haubrich, William S. (2005). "Yersin of Yersinia infection". Gastroenterology. Quyển 128 số 1. tr. 23. doi:10.1053/j.gastro.2004.11.040. PMID 15633119.
- Holubar, K. (1999). "Alexandre Yersin (1863-1943) and the centenary of the plague in Nha Trang: A threat transformed". Dermatology (Basel). Quyển 198 số 1. tr. 108–9. doi:10.1159/000018052. PMID 10026422.
- Howard-Jones, N. (1975). "Kitasato, Yersin, and the plague bacillus". Clio medica (Amsterdam, Netherlands). Quyển 10 số 1. tr. 23–7. PMID 54239.
- Moseley, J. E. (1981). "Travels of Alexandre Yersin: letters of a pastorian in Indochina, 1890-1894". Perspect. Biol. Med. Quyển 24 số 4. tr. 607–18. PMID 7027173.
- Rosenberg, J. C. (1968). "Doctors afield: Alexandre Yersin". N. Engl. J. Med. Quyển 278 số 5. tr. 261–3. doi:10.1056/NEJM196802012780507. PMID 4865333.
- Solomon, T. (1995). "Alexandre Yersin and the plague bacillus". The Journal of tropical medicine and hygiene. Quyển 98 số 3. tr. 209–12. PMID 7783282.

### Tiếng Pháp
- Bernard, L. (1994). "[Memories of Monsieur Yersin]". Revue médicale de la Suisse romande. Quyển 114 số 5. tr. 439–44. PMID 8016523.
- Bonard, E. C. (1994). "[The plague and Alexander Yersin (1863-1943)]". Revue médicale de la Suisse romande. Quyển 114 số 5. tr. 389–91. PMID 8016516.
- Bonard, E. C. (1972). "[Two letters from Alexandre Yersin]". Revue médicale de la Suisse romande. Quyển 92 số 12. tr. 995–1000. PMID 4578823.
- Bonifas, V. (1984). "[Alexandre Yersin (1863-1943)]". Revue médicale de la Suisse romande. Quyển 104 số 5. tr. 349–51. PMID 6379813.
- Brossollet, J. (1994). "[Correspondence of Alexander Yersin to his family]". Revue médicale de la Suisse romande. Quyển 114 số 5. tr. 445–50. PMID 8016524.
- Delaveau, P. (1995). "[Production of cinchona in the French empire: A. Yersin and E. Perrot]". Revue d'histoire de la pharmacie. Quyển 42 số 304. Clair G. tr. 75–84. PMID 11640400.
- Patrick Deville, Peste et choléra, éditions du Seuil, collection « Fiction & Cie », 2012 (ISBN 978-ngày 2 tháng 2 năm 107720-9).
- Dreifuss, J.-J. (1994). "[Discoveries and deceptions: Yersin from Hong Kong to Stockholm]". Revue médicale de la Suisse romande. Quyển 114 số 5. tr. 425–8. PMID 8016521.
- Fantini, B. (1994). "[A young Pasteur scientist with Koch: Yersin, 1888]". Revue médicale de la Suisse romande. Quyển 114 số 5. tr. 429–37. PMID 8016522.
- Kupferschmidt, H. (1994). "[Development of research on plague following the discovery of the bacillus by Alexander Yersin]". Revue médicale de la Suisse romande. Quyển 114 số 5. tr. 415–23. PMID 8016520.
- Mafart, Y. (1965). "[Alexandre Yersin (1863-1943)]". Médecine tropicale: revue du Corps de santé colonial. Quyển 25 số 4. tr. 427–38. PMID 5320482.
- Pilet, P. E. (1994). "[Yersin Senior and son. From biology to medicine]". Revue médicale de la Suisse romande. Quyển 114 số 5. tr. 405–14. PMID 8016519.

### Ngôn ngữ khác
- Bockemühl, J. (1994). "[100 years after the discovery of the plague-causing agent--importance and veneration of Alexandre Yersin in Vietnam today]". Immun. Infekt. Quyển 22 số 2. tr. 72–5. PMID 7959865.
- Raggenbass, R. (1995). "[Blackwater fever: a French episode drawn from the research of Alexandre Yersin]". Gesnerus. Quyển 52 số 3–4. tr. 264–89. PMID 8851059.